# حديث عنوان البصري
حديث عنوان البصري هي مجموعة نصائح ومواعظ منقولة عن جعفر الصادق، الإمام السادس للشيعة، كان قد علّمها لعنوان البصري وذلك في رحاب تعلّم العلم الحقيقي النافع في الدنيا والآخرة، ومعرفة حقيقة العبودية. وقد حوت وصايا عرفانية في رياضة النفس والحلم والعلم.

## سند الحديث
حديث عنوان البصري هو حديث مرسل، نقله العلامة المجلسي في كتابه بحار الأنوار بالتفصيل مرتين. فمرة نقله عن الشيخ البهائي في كشكوله عن الشهيد الأول عن الفراهاني، ونقله مرة ثانية في المجلد السابع عشر عن مشكاة الأنوار للشيخ الطبرسي صاحب تفسير مجمع البيان.
كما ورد الحديث في كتاب العوالم ووسائل الشيعة للحر العاملي.

## مقتطفات من الحديث
كان عنوان البصري شيخ بعمر اربع وتسعين سنة. قدم إلى المدينة لطلب العلم، فاتصل بمالك بن أنس واختلف إليه في فترة، ثم قصد الاختلاف إلى الإمام الصادق، فدعا الله أن يعطف عليه قلب الإمام الصادق ويرزقه من علمه، فذهب اليه وطلب منه العلم، فقال له الصادق: «...ليس العلم بكثرة التعلم انما هو نور يضعه الله في قلب من يريد أن يهديه فإذا أردت العلم فاطلب أولا في نفسك حقيقة العبودية...»
فسئله عنوان عن حقيقة العبودية، فقال:
«ثلاثة أشياء: أن لا يرى العبد لنفسه فيما خوله الله ملكا لان العبيد لا يكون لهم ملك بل يرون المال مال الله يضعونه حيث امرهم الله ولا يدبر العبد لنفسه تدبيرا وجملة اشتغاله فيما امره الله به ونهاه عنه فإذا لم ير العبد فيما خوله الله ملكا هان عليه الإنفاق فيما امره الله وإذا فوض تدبير نفسه إلى مدبره هانت عليه مصائب الدنيا وإذا اشتغل بما امره به ونهاه عنه لا يتفرع إلى المراء والمباهاة مع الناس...»
ثم طلب عنوان من الإمام أن يوصيه بوصيةٍ، فأوصاه بتسعة أشياء ثلاثة منها في رياضة النفس وثلاثة منها في الحلم وثلاثة منها في العلم. فقال:
«اما اللواتي في الرياضة فإياك أن تأكل ما لا تشتهيه فإنه يورث الحمق والبله ولا تأكل إلا عند الجوع فإذا أكلت فكل حلالا وسم الله تعالى واذكر حديث النبي ما ملأ الآدمي وعاء أشد شرا من بطنه. واما اللواتي في الحلم فمن قال لك ان قلت واحدة سمعت عشرا فقل ان قلت عشرا لم تسمع واحدة ومن شتمك فقل له ان كنت صادقا فيما تقوله فاسأل الله أن يغفر لي وان كنت كاذبا فاسال الله ان يغفر لك ومن وعدك بالخيانة فعده بالنصيحة والدعاء. واما اللواتي في العلم فاسال العلماء ما جهلت وإياك ان تسألهم تعنتا وتجربة وإياك ان تعدل بذلك شيئا وخذ بالاحتياط في جميع أمورك ما تجد إليه سبيلا واهرب من الفتيا فرارك من الأسد والذئب ولا تجعل رقبتك جسرا للناس.»

## الشروح
قد كُتب لهذا لحديث عدة شروح، وممن شرحه: 
1. سيد أبوالفضل النبوي القمي في كتابه «الكوكب الدري في شرح حدیث عنوان البصري».
2. ورضا قربانیان في كتابه «البحث عن الحقيقة».
3. وسید محمد محسن الطهراني في كتابه «أسرار الملكوت».
4. وسید جعفر الموسوي في كتابه «السیر والسلوك»
5. وسید عباس الموسوي المطلق في كتابه الكرامات المعنوية.[1]
6. كما وضع الشيخ عفيف النابلسي شرحاً وافياً للحديث في كتابه المسمى بطريق العروج إلى الملكوت.[5]

## وصلات خارجية
- النص الكامل لحديث عنوان البصري
- شرح آية الله محمد محسن الطهراني لحديث عنوان البصري